# Каниц (село)
Каниц (болг. Каниц) — село в Болгарии. Находится в Видинской области, входит в общину Бойница. Население составляет 14 человек.
До 1934 г. село называлось Фунден. Получило название в честь австрийского географа Феликса Каница.

## Политическая ситуация
В местном кметстве Раброво, в состав которого входит Каниц, должность кмета (старосты) исполняет Венчо Младенов Черчеланов (Национальное движение «Симеон Второй» (НДСВ)) по результатам выборов правления кметства.
Кмет (мэр) общины Бойница — Анета Стойкова Генчева (Национальное движение «Симеон Второй» (НДСВ)) по результатам выборов в правление общины.